# Łuczszyje piesni w soprowożdienii simfoniczeskogo orkiestra
Łuczszyje piesni w soprowożdienii simfoniczeskogo orkiestra (ros. Лучшие песни в сопровождении симфонического оркестра, pol. Najlepsze pieśni w towarzystwie symfonicznej orkiestry) – album koncertowy rosyjskiego muzyka Nikołaja Noskowa wydany po raz pierwszy w Rosji w 2001 roku. Album zawiera utwory, które są wykonywane przez niego podczas koncertu Dyszu tiszynoj w Państwowym Pałacu Kremlowskim. Piosenka Oczarowana, okołdowana nie występuje w żadnym z jego albumów.

## Lista utworów
Opracowano na podstawie materiału źródłowego
1. Дышу тишиной („Dyszu tiszynoj”) – 4:58
2. Зимняя ночь („Zimniaja nocz”) – 4:01
3. Очарована, околдована  („Oczarowana, okołdowana”) – 5:49
4. Исповедь („Ispowiedʹ”) – 3:50
5. Узнать тебя („Uznat' tiebia”) – 5:25
6. Дай мне шанс („Daj mnie szans”) – 5:19
7. На Руси („Na Rusi”) – 5:03
8. Доброй ночи („Dobroj noczi”) – 5:16
9. Снег („Snieg”) – 5:31
10. Романс („Romans”) – 4:56
11. Это здорово („Eto zdorowo”) – 4:54
12. В рай („W raj”) – 4:03
13. Я Тебя Прошу („Ja tiebia proszu”) – 3:59
14. Белая Ночь („Biełaja nocz”) – 4:38
15. Паранойя („Paranoja”) – 5:20
16. Я тебя люблю („Ja tiebia lublu”) – 6:46